# 加賀號護衛艦

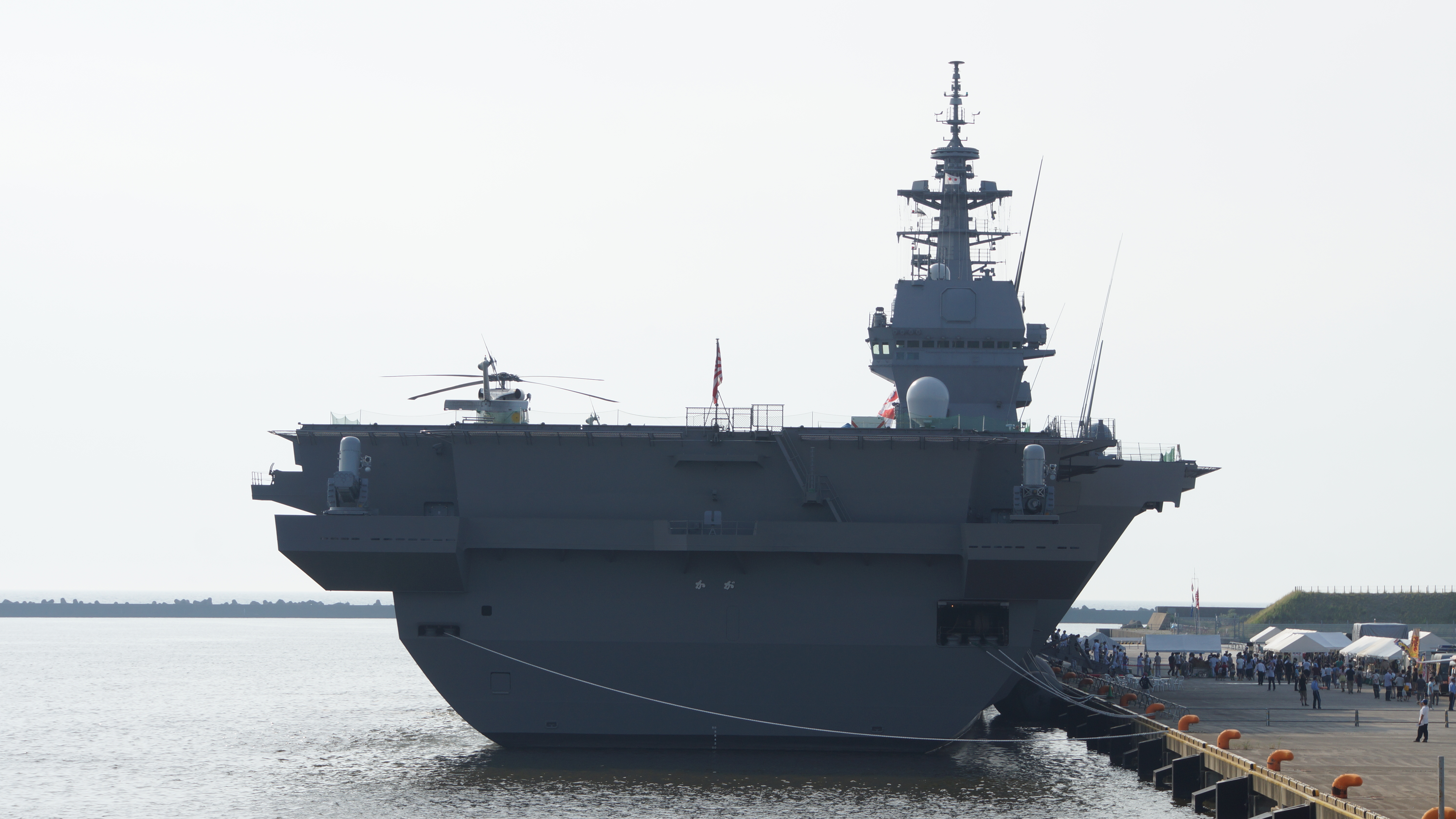
後部

加賀號多用途運用護衛艦（日语：かが，羅馬字/英文：JS Kaga, DDH-184），是日本海上自衛隊旗下一艘多用途運用護衛艦，為出云级直升机护卫舰的二號艦。名字取自日本古令制國加賀國，是承襲自大日本帝國海軍加贺号航空母舰的艦名，與同級一號艦出雲號同為現代海上自衛隊的最大軍艦。建造費用為1,155億日圓。

## 艦史

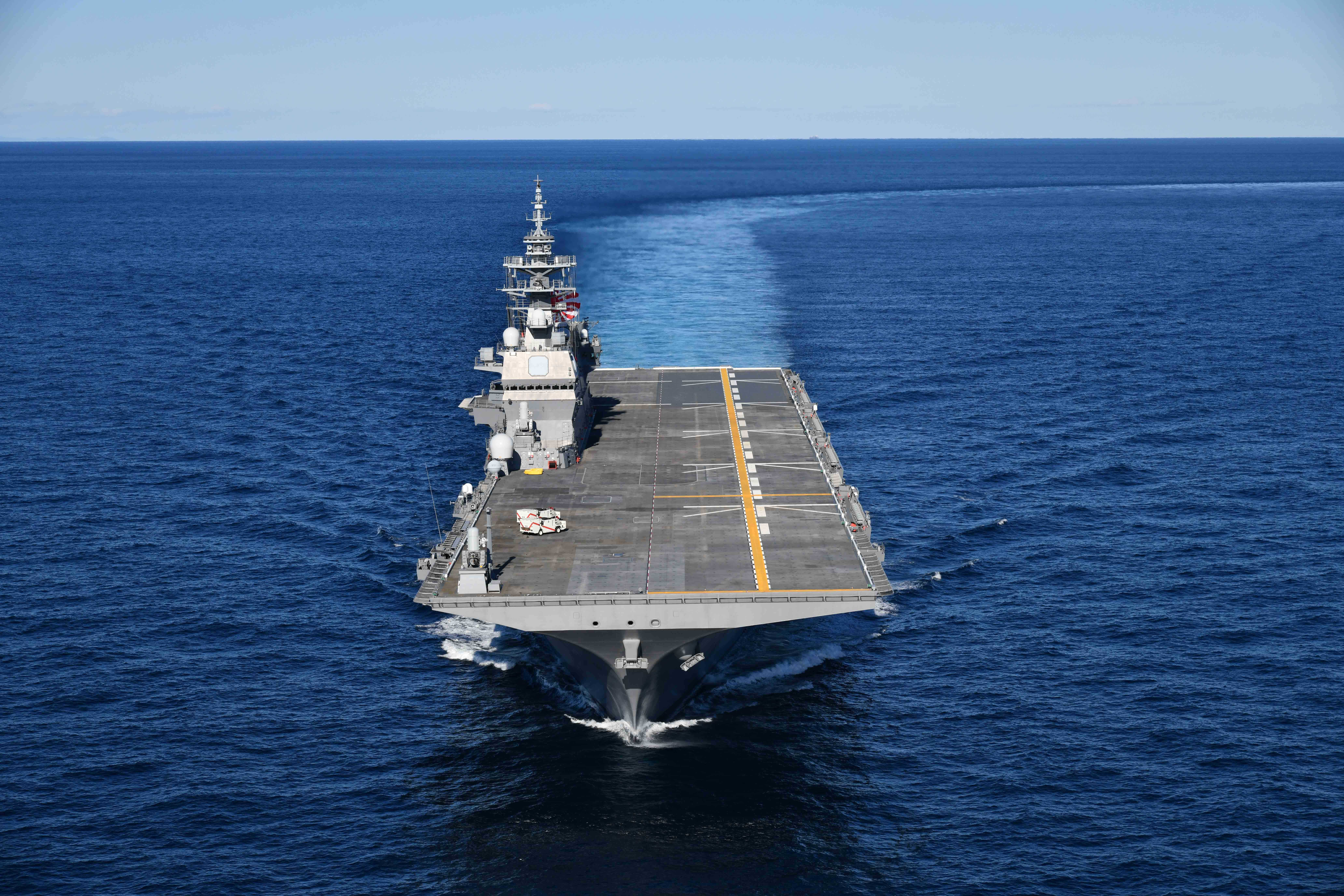
改裝後的加賀號

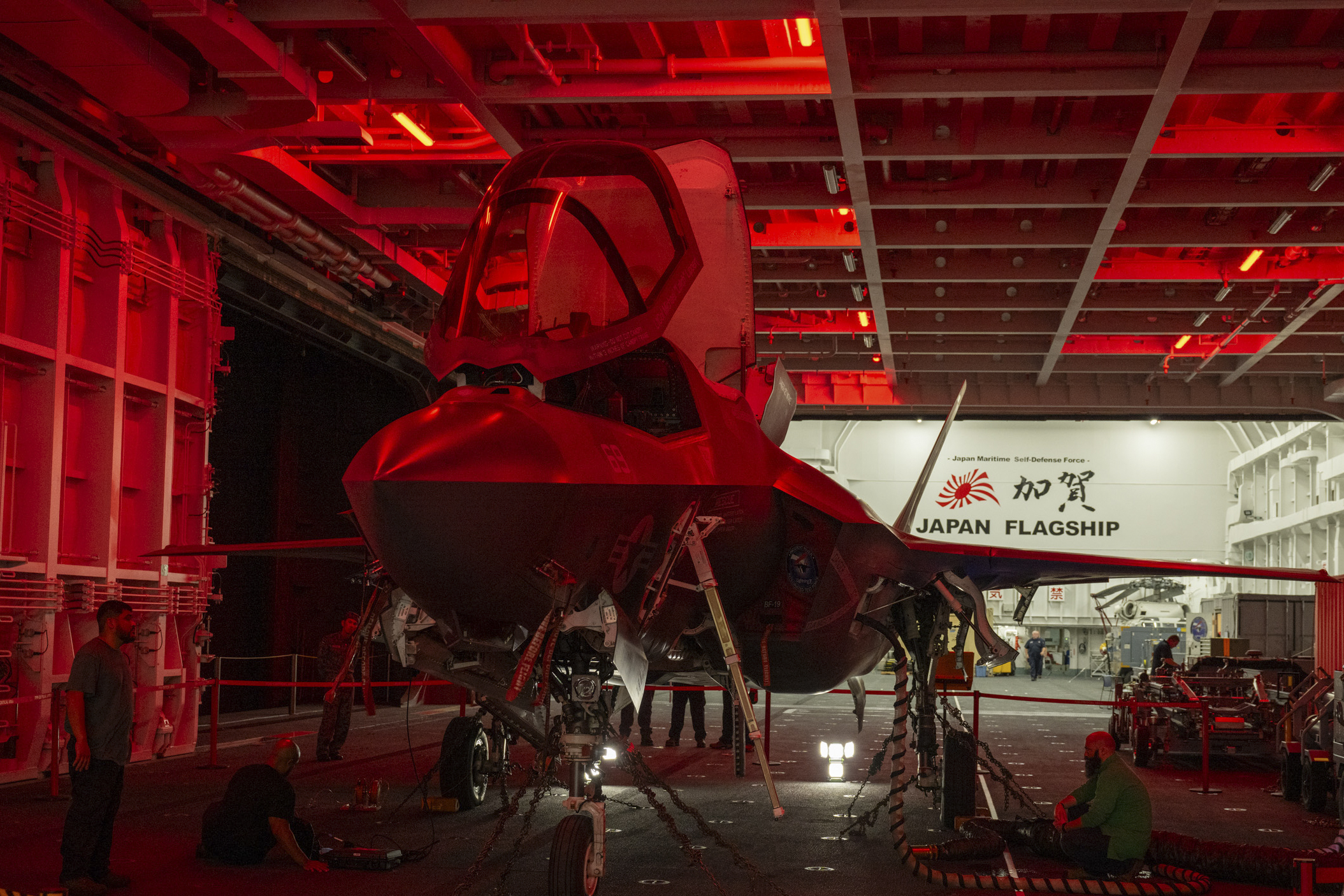
維修人員在機庫中檢查F-35B

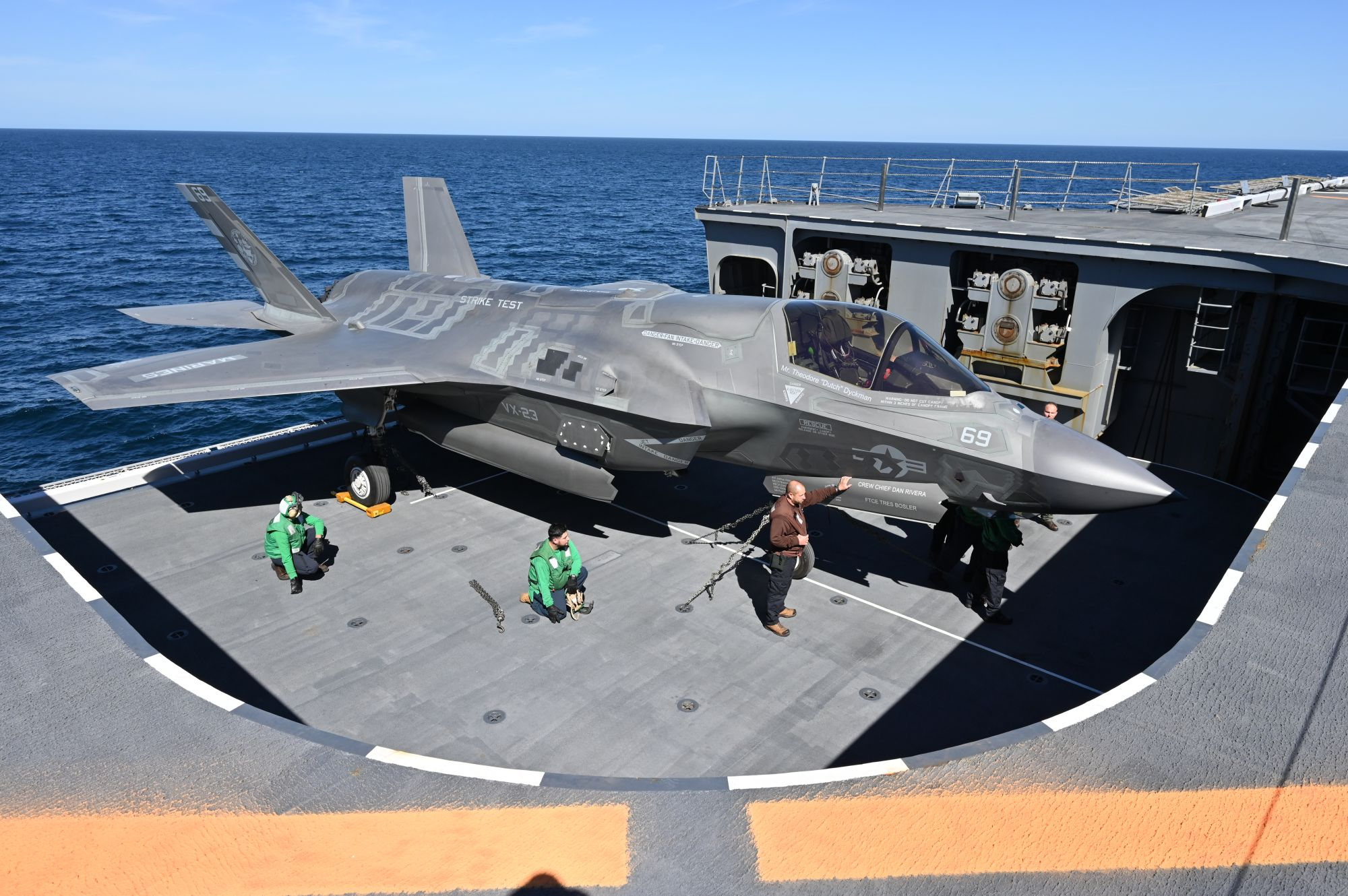
移動F-35B

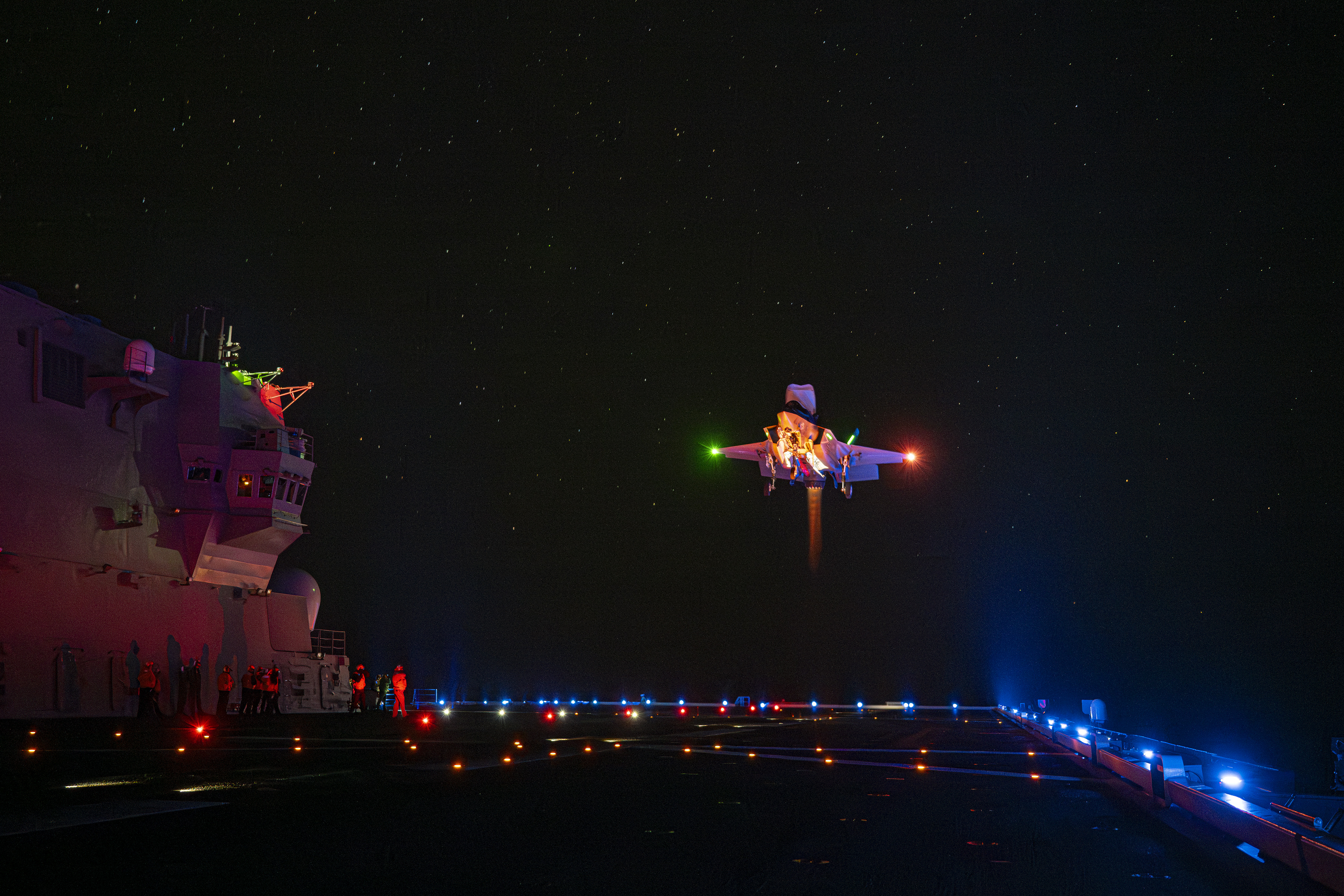
夜間降落試験

### 2010年代
根據日本2011至2016年度的中期防衛力整備計劃，加賀號將替代白根級護衛艦鞍馬號。
2012年下訂、2013年10月7日開始動工。
2015年8月27日命名並舉行下水儀式，2016年8月開始測試。
2017年3月22日正式服役，配屬海上自衛隊第4護衛隊群，負責執行日本周邊的警戒監視等任務。母港為廣島縣吳市。隸屬第2護衛艦隊的鞍馬號同時退役，以原第4艦隊主力艦的日向級直升機驅逐艦伊勢號取代。
2019年5月28日，美國總統川普於加賀號上宣布，日本要將加賀號改裝、使其能搭載日本增購的F-35B戰機。

### 2020年代
2022年3月24日，加賀號進入日本海洋聯合公司的吴海军工厂第四船渠進行輕型航空母舰化改裝。第一阶段的改装包括将船头的飞行甲板从梯形改成方形，类似于美国海军黄蜂级和美国级两栖攻击舰，还包括加固飞行甲板以支撑额外的重量，安装额外的导航灯，在飞行甲板上绘制发射和降落F-35B所需的黄线，并在船上安装用于垂直降落的耐热甲板点。 2023年4月20日，歷經一年改裝的加賀號完成部分改建後離開船渠，但相關改裝工程仍将持續進行，另有部分改進工程預計於2026年開始的第二次大檢修時實施。
2024年10月，在美国海军的帮助下，加贺号在加利福尼亚州圣地亚哥海域与F-35B闪电II飞机一起进行飞行测试。测试的目的是“收集F-35B 作战所需的数据”，包括短距起飞、垂直降落和机载操作。21日一架美軍F-35B首次降落在加賀號飛行甲板上，25日進行短距起飛測試。29日F-35B使用甲板升降機停進機庫。 11月18日，加贺号航空母舰在完成F-35B训练后离开圣地亚哥返回日本，在那里它将继续进行改装，以便搭载固定翼飞机，这是日本重新拥有固定翼航空母舰的重要里程碑。那天，还有两艘航母-尼米兹号和卡尔文森号同时出海。11月26日，加贺号抵达夏威夷，12月17日返回日本广岛的吴港基地。
2025年2月8-18日，作为一艘刚刚改装的轻型航母，加贺号第一次参加了多航母联合演习Pacific Steller 2025，另外两艘是正在东亚部署的核动力航母-法国海军戴高乐号和美国海军卡尔文森号，演习地点在菲律宾海。

## 歷任艦長
- 遠藤昭彦，自2015年8月27日起就任

## 資料來源
1. ↑  平成24年度予算の概要 （页面存档备份，存于） 防衛省、2頁
2. ↑  平成24年度防衛関係予算のポイント （页面存档备份，存于） 財務省、10頁
3. ↑  . Yahoo!ニュース (朝日新聞). 朝日新聞デジタル.   [2023-11-15]. （原始内容存档于2023-11-19） （日语）.
4. 1 2  月刊「世界の艦船」2015年5月号（通巻816号）p.2
5. ↑  高橋浩祐. . Yahoo!ニュース.   [2023-04-20]. （原始内容存档于2023-05-04） （日语）.
6. 1 2  Vavasseur, Xavier. . Naval News. 2024-09-10  [2024-09-16]. （原始内容存档于2025-02-11） （美国英语）.
7. ↑  高橋浩祐. . Yahoo!ニュース.   [2023-04-20]. （原始内容存档于2023-06-04） （日语）.
8. ↑  . 日本網. 2024年10月22日  [2024年10月30日]. （原始内容存档于2024年12月13日）.
9. ↑  . Yahoo News. 2024年10月30日.
10. ↑  Suciu, Peter. . The National Interest. 2024-11-19  [2024-11-23] （英语）.
11. ↑  Filseth, Trevor. . The National Interest. 2025-02-25  [2025-02-25] （美国英语）.
12. ↑  . Defense Visual Information Distribution Service.